# Gymnastique artistique aux Jeux olympiques d'été de 2024 - anneaux hommes
Pour un article plus général, voir Gymnastique aux Jeux olympiques d'été de 2024.
Navigation
Tokyo 2020 Los Angeles 2028
Le concours des anneaux en gymnastique artistique aux Jeux olympiques d'été de 2024 à Paris en France se déroule les 27 juillet et 4 août 2024 au Palais omnisports de Paris-Bercy.

## Médaillés
| Or             | Argent             | Bronze                       |
| Liu Yang (CHN) | Zou Jingyuan (CHN) | Elefthérios Petroúnias (GRE) |

## Programme
| Date              | Horaire | Manche         |
| ----------------- | ------- | -------------- |
| Samedi 27 juillet | 11 h 00 | Qualifications |
| Dimanche 4 août   | 15 h 00 | Finale         |

## Résultats détaillés
Les 8 premiers gymnastes sont qualifiés (Q), dans la limite de deux par CNO. Au cas où il y aurait plus de deux gymnastes du même CNO, le moins bien classé d'entre eux ne serait pas qualifié et sa place serait attribuée à un réserviste (R).
| Rang | Athlète                      | Difficulté | Exécution | Pénalité | Total  | Note |
| ---- | ---------------------------- | ---------- | --------- | -------- | ------ | ---- |
| 1    | Zou Jingyuan (CHN)           | 6,4        | 8,900     |          | 15,300 | Q    |
| 2    | Liu Yang (CHN)               | 6,4        | 8,833     |          | 15,233 | Q    |
| 3    | Samir Aït Saïd (FRA)         | 6,1        | 8,866     |          | 14,966 | Q    |
| 4    | Glen Cuyle (BEL)             | 6,3        | 8,600     |          | 14,900 | Q    |
| 5    | Adem Asil (TUR)              | 6,4        | 8,466     |          | 14,866 | Q    |
| 6    | Eleftherios Petrounias (GRE) | 6,3        | 8,500     |          | 14,800 | Q    |
| 7    | Vahagn Davtyan (ARM)         | 6,0        | 8,733     |          | 14,733 | Q    |
| 8    | Harry Hepworth (GBR)         | 6,1        | 8,600     |          | 14,700 | Q    |
| 9    | Zhang Boheng (CHN)           | 6,0        | 8,666     |          | 14,666 |      |
| 10   | Asher Hong (USA)             | 6,0        | 8,633     |          | 14,633 | R1   |
| 11   | İbrahim Çolak (TUR)          | 5,9        | 8,633     |          | 14,533 | R2   |
| 12   | Tanigawa Wataru (JPN)        | 6,0        | 8,466     |          | 14,466 | R3   |

| Rang                                | Athlète                      | Difficulté | Exécution | Pénalité | Total  |
| ----------------------------------- | ---------------------------- | ---------- | --------- | -------- | ------ |
| Médaille d'or, Jeux olympiques      | Liu Yang (CHN)               | 6,4        | 8,900     |          | 15,300 |
| Médaille d'argent, Jeux olympiques  | Zou Jingyuan (CHN)           | 6,4        | 8,833     |          | 15,233 |
| Médaille de bronze, Jeux olympiques | Eleftherios Petrounias (GRE) | 6,3        | 8,800     |          | 15,100 |
| 4                                   | Samir Aït Saïd (FRA)         | 6,1        | 8,900     |          | 15,000 |
| 5                                   | Adem Asil (TUR)              | 6,4        | 8,566     |          | 14,966 |
| 6                                   | Vahagn Davtyan (ARM)         | 6,0        | 8,866     |          | 14,866 |
| 7                                   | Harry Hepworth (GBR)         | 6,1        | 8,700     |          | 14,800 |
| 8                                   | Glen Cuyle (BEL)             | 6,3        | 7,533     |          | 13,833 |